# Software Communications Architecture
Die Software Communications Architecture (SCA) ist eine offene Architektur, die das Zusammenspiel von Hard- und Software in durch Software modifizierbaren Funkstationen (software defined radios, SDRs) regelt. SCA ist in der Hauptsache durch das US-amerikanische Militär entwickelt worden und bildet den Kern des Joint Tactical Radio System. Die Hauptaufgabe besteht darin, Struktur und Funktion des JTRS zu überwachen, programmierbare Funkelemente für variable Sender und Empfänger zu spezifizieren und für Interoperabilität zu sorgen.
Ein sog. Core Framework ist für SCA-Hardware Vorschrift. Somit wird Portabilität erst möglich. Hauptintegrationsgebiete für SCA sind derzeit FPGAs und DSPs.
Die Object Management Group (OMG) hat eine Domain Special Interest Group for software radios (SWRADIO DSIG) mit dem Ziel gegründet, SCA für kommerzielle Zwecke zu standardisieren.